# Clement Greenberg
Clement Greenberg (geboren am 16. Januar 1909 in New York; gestorben am 7. Mai 1994 ebenda) war ein US-amerikanischer Kunstkritiker und Essayist. Er schrieb gelegentlich unter dem Pseudonym K. Hardesh.

## Leben
Greenberg wurde ab den späten 1930er bis in die 1970er Jahre eine einflussreiche, wenn nicht gar dominierende Person in der amerikanischen Kunstszene. Er und sein rivalisierender Kritikerkollege Harold Rosenberg prägten die Rezeption des Abstrakten Expressionismus entscheidend. Als Kritiker und Lebensgefährte von Helen Frankenthaler lud er Morris Louis und Kenneth Noland in ihr Atelier ein; sie übernahmen die Technik der geschütteten Farbe und ebneten so in den 60er Jahren der Farbfeldmalerei den Weg.
Greenberg lebte und arbeitete in New York. Er war ein Verfechter der Autonomie der Kunst und einer der Wegbereiter für Informel und Color Field Painting. Eine besonders deutliche Verbindung hatte Greenberg zum Abstrakten Expressionismus, vor allem zum Maler Jackson Pollock.

## Publikationen
deutsch
- Clement Greenberg – Die Essenz der Moderne. Ausgewählte Essays und Kritiken. Philo, Dresden 1997, ISBN 3-86572-555-4

englisch
- Art and Culture. Beacon Press, 1961
- Late Writings. hrsg. von Robert C. Morgan, St. Paul: University of Minnesota Press, 2003.
- Homemade Esthetics. Observations on Art and Taste. Oxford University Press, 1999.
- Clement Greenberg. The Collected Essays and Criticism. 4 vols. hrsg. von John O’Brian. Chicago: University of Chicago Press, 1986 und 1993.